# Nationalisme allemand
Le nationalisme allemand est l'idée nationaliste selon laquelle les Allemands forment une nation, promeut l'unité des Allemands et des germanophones en un État-nation, et souligne et est fier de l'identité nationale des Allemands. Les premières origines du nationalisme allemand ont commencé avec la naissance du nationalisme romantique pendant les guerres napoléoniennes, lorsque le pangermanisme a commencé à se développer. Le plaidoyer en faveur d’un État-nation allemand a commencé à devenir une force politique importante en réponse à l’invasion des territoires allemands par la France sous Napoléon.
Au XIXe siècle, les Allemands débattaient de la question allemande sur la question de savoir si l'État-nation allemand devait comprendre une "Petite Allemagne" excluant l'Autriche ou une "Grande Allemagne" comprenant l'Autriche.
La faction dirigée par le chancelier prussien Otto von Bismarck a réussi à forger une petite Allemagne.
Le nationalisme allemand agressif et l'expansion territoriale ont été un facteur déterminant des deux guerres mondiales. Avant la Première Guerre mondiale, l’Allemagne avait créé un empire colonial dans l’espoir de rivaliser avec la Grande-Bretagne et la France. Dans les années 1930, les Nationaux-socialistes sont arrivés au pouvoir et ont cherché à créer un Grand Reich germanique, en mettant l'accent sur l'identité ethnique allemande et la grandeur allemande.
Après la défaite de l'Allemagne nazie, le pays a été divisé en Allemagne de l'Est et de l'Ouest lors des actes d'ouverture de la guerre froide. Chaque État a conservé un sens de l'identité allemande et a pour objectif la réunification, même dans des contextes différents. La création de l'Union européenne était en partie un effort visant à exploiter l'identité allemande pour une identité européenne. L'Allemagne de l'Ouest a connu son miracle économique après la guerre, qui a conduit à la création d'un programme de travailleurs invités; beaucoup de ces travailleurs ont fini par s'installer en Allemagne, ce qui a provoqué des tensions autour de questions d'identité nationale et culturelle, en particulier vis-à-vis des Turcs installés en Allemagne.
La réunification allemande a été réalisée en 1990 après Die Wende; un événement qui a provoqué une alarme à la fois à l'intérieur et à l'extérieur de l'Allemagne. L'Allemagne est devenue une puissance à l'intérieur de l'Europe et du monde. son rôle dans la crise de la dette européenne et dans la crise des migrants en Europe a suscité des critiques sur les abus autoritaires allemands de son pouvoir, en particulier en ce qui concerne la crise de la dette grecque, et a soulevé des questions à l'intérieur et à l'extérieur du rôle de l'Allemagne dans le monde.
En raison de la répudiation du régime nazi après 1945, le nationalisme allemand est généralement perçu dans le pays comme un tabou et amalgamé avec le national-socialisme (alors que celui-ci n'est qu'une branche du nationalisme allemand) et les Allemands ont du mal à trouver le moyen de reconnaître son passé, mais ils sont fiers de ses réalisations passées et présentes. ; la question allemande n'a jamais été pleinement résolue à cet égard. Une vague de fierté nationale a balayé le pays lors de la Coupe du monde de football 2006. Les partis d'extrême droite qui insistent sur l'identité nationale et la fierté allemandes existent depuis la fin de la Seconde Guerre mondiale, mais n'ont jamais gouverné.

## Histoire

### Définir une nation allemande
Définir une nation allemande sur la base de caractéristiques internes présentait des difficultés. Depuis le début de la Réforme au XVIe siècle, les terres allemandes étaient divisées entre catholiques et luthériens et la diversité linguistique était également grande. Aujourd’hui, les dialectes souabe, bavarois, saxon et de Cologne sous leur forme la plus pure sont mutuellement intelligibles à 40% avec l’allemand standard plus moderne, ce qui signifie que, dans une conversation entre un locuteur natif de l’un de ces dialectes et une personne qui ne parle qu'en allemand standard, ces derniers seront en mesure de comprendre un peu moins de la moitié de ce qui se dit sans aucune connaissance préalable du dialecte, situation qui aurait probablement été similaire ou supérieure au XIXe siècle.
Le nationalisme chez les allemands s'est d'abord développé non pas parmi la population en général, mais parmi les élites intellectuelles de divers États allemands. Friedrich Karl von Moser, ancien nationaliste allemand, écrivait au milieu du XVIIIe siècle et remarqua que, comparés aux "britanniques, suisses, néerlandais et suédois", les allemands n'avaient pas de "mentalité nationale". Cependant, les élites culturelles elles-mêmes rencontraient des difficultés pour définir la nation allemande, recourant souvent à des concepts larges et vagues: les Allemands en tant que "Sprachnation" (un peuple unifié par la même langue), un "Kulturnation" (un peuple unifié par la même culture) ou une "Erinnerungsgemeinschaft" (une communauté de mémoire, c'est-à-dire partageant une histoire commune). Johann Gottlieb Fichte - considéré comme le père fondateur du nationalisme allemand - consacra la 4e de ses adresses à la nation allemande (1808) pour définir la nation allemande et le fit de manière très large. À son avis, il existait une dichotomie entre les personnes d'origine germanique. Il y avait ceux qui avaient quitté leur patrie (que Fichte considérait comme l'Allemagne) à l'époque de la période de migration et qui étaient devenus soit assimilés, soit fortement influencés par la langue, la culture et les coutumes romaines, et ceux qui restaient dans leur pays natal et continuaient à vivre s'accrocher à leur propre culture.
Les nationalistes allemands ont par la suite pu définir plus précisément leur nation, notamment après l'ascension de la Prusse et la formation de l'empire allemand en 1871, qui donnait à la majorité des germanophones d'Europe un cadre politique, économique et éducatif commun. À la fin du XIXe siècle et au début du XXe siècle, certains nationalistes allemands ont ajouté des éléments d'idéologie raciale, qui ont finalement abouti aux lois de Nuremberg, dont certaines sections cherchaient à déterminer par la loi et la génétique qui devait être considéré comme allemand.